# القرن 34 ق م

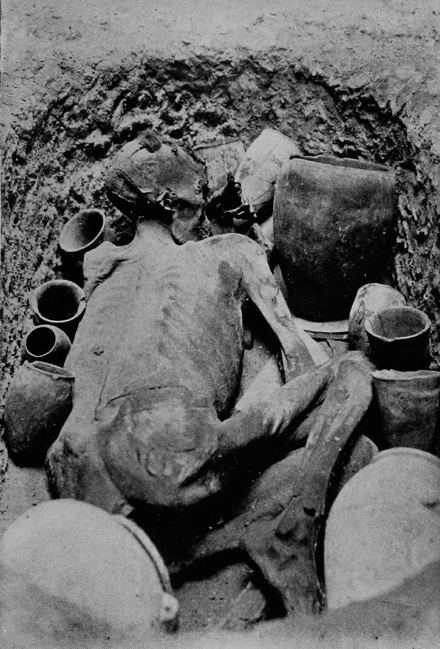
مومياء وفخار من القرن 34 قبل الميلاد

القرن الرابع والثلاثون قبل الميلاد أو القرن 34 ق.م هو القرن الواقع ما بين المدة الزمنية الأرضية بين سنتي  3400 ق.م إلى 3301 ق.م.

## أحداث مهمة
- حضارة هنود الحمر في قارة أمريكا:

قرى ومنازل دائرية في وادي تهواكان في المكسيك. زراعة القرع، والفاصوليا، والكوسا والذرة.. اعتماد الصيد وجمع الثمار جزء من النظام الغذائي لحضارة الهمود الحمر بأمريكا.
- أفريقيا:

الحضارة النوبية السفلى مابين (3400-2150 قبل الميلاد).
- الهند

-استمرار حضارة وادي السند.
-حضارة بلوشستان: ظهور استعمال أواني من الفخار في بلوشستان.
- أوروبا:

اكتشف مومياءات في جبال الألب على الحدود إيطاليا النمساوية تعود لهذه الفترة في عام 1991.